# تعامل انسان و داده
تعامل انسان و داده یک حوزه پژوهشی چندرشته‌ای نوظهور است که به بررسی تعامل انسان و داده می‌پردازد. منظور از داده، مجموعه داده‌های شخصی درباره افراد (مثل اسم، تاریخ تولد، آدرس، شماره حساب بانکی و غیره) یا فعالیت‌های آنها (مثل جزئیات تماس‌های تلفنی، تراکنش‌های اینترنتی و غیره) است که امروزه توسط شرکت‌ها و نهادهای مختلف به دلایل مختلف گردآوری می‌شود. متخصصان رشته‌های مختلف مثل جامعه‌شناسی، روانشناسی، اقتصاد رفتاری، علوم رایانه، و حقوق در این زمینه مطالعه می‌کنند. این حوزه برخاسته از نیاز اخلاقی و عملی به دخالت دادن عمیق‌تر کاربران در گردآوری، تحلیل و داد و ستد داده‌های شخصی و نیز تدارک سازوکارهایی برای ارائه بازخورد به افراد در مورد داده‌های شخصی آنهاست. واژه تعامل از این جهت به کار رفته است که بر این نکته تأکید شود که لازم است انسان در مرکز جریان داده قرار گیرد و سازوکاری برای تعامل فرد با داده‌های شخصی وی فراهم شود. این حوزه اگر چه با حوزه داده‌های عظیم و حوزه حریم خصوصی همپوشانی‌هایی دارد اما متمایز از آنهاست.
اهمیت این حوزه از این جهت است که داده‌های شخصی امروزه نقش مهمی در اقتصاد دیجیتال ایفا می‌کنند و شرکت‌های زیادی مثل گوگل و فیس‌بوک کل یا بخش مهمی از کسب و کار خود را بر اساس تحلیل و داد و ستد این داده‌ها بنا نهاده‌اند. از سوی دیگر، افراد آگاهی کافی در مورد داده‌های شخصی آنها که توسط شرکت‌ها و نهادها گردآوری و نگهداری می‌شود ندارند و لازم است که شیوه‌های جدیدی برای تدارک کنترل بیشتر افراد بر داده‌های شخصی خودشان و تعامل آنان با این داده‌ها ایجاد شود.
واژه تعامل انسان و داده با مفاهیم متفاوت اما مرتبط دیگری نیز در متون پژوهشی انگلیسی به کار رفته است از جمله به معنای :
- دستکاری انسانی، تحلیل و معنابخشی مجموعه داده‌های بزرگِ پیچده بدون ساختار؛
- ارائه داده‌های قابل فهمِ بافت-آگاه و شخصی سازی شده از مجموعه داده‌های عظیم؛
- تدارک دسترسی و فهم از داده‌هایی که درباره اشخاص هستند و فهم چگونگی اثرگذاری داده‌ها بر افراد؛
- یکپارچه سازی داده‌های شخصی پراکنده و توانمندسازی کاربران برای کنترل داشتن بر داده‌های شخصی خودشان؛
- فرایندهای همکاری با داده‌ها و توسعه ابزارهای ارتباطی که تعامل را ممکن سازند.